# Palazzo Nuovo
Der Palazzo Nuovo (deutsch Neuer Palast) in Rom ist der von der Zugangsrampe zum Kapitolsplatz aus gesehen linke Palast. Hierin befinden sich, wie im gegenüberliegenden Konservatorenpalast, zahlreiche Ausstellungsstücke der Kapitolinischen Museen.

## Geschichte
Die Grundsteinlegung für diesen Palast erfolgte im Jahre 1571. Allerdings zog sich dann die eigentliche Erbauung bis ins Jahr 1654 hin, da man im Grunde keinen weiteren Palast hier auf dem Kapitol benötigte. Letztlich war es wohl der Wunsch, die von Michelangelo erdachte Symmetrie des Kapitolsplatzes zu erlangen, die den Ausschlag gab, dass der Palazzo Nuovo als Zwilling zu seinem Gegenüber, dem Konservatorenpalast erstand.
Um den Platz optisch zu vergrößern, hat sich Michelangelo eine trapezförmig Anordnung der Paläste zueinander vorgestellt. In der Umsetzung hatte dies zur Folge, dass die drei Paläste (Palazzo Nuovo, Konservatorenpalast und Senatorenpalast) nicht im rechten Winkel zueinander stehen. Auch wurden sie nicht aneinander gebaut, so dass Durchgänge zwischen den Gebäuden vorhanden sind, was dem gesamten Komplex ebenfalls Größe verleiht.
Seit 1734 beherbergt der Palazzo Nuovo gemeinsam mit dem Konservatorenpalast die Kapitolinischen Museen – und ist somit Teil der weltweit ersten öffentlich zugänglichen Antiken- und Kunstsammlung.